# Base Luis Risopatrón
La Base Luis Risopatrón (en espagnol : Refugio Luis Risopatrón) est une station scientifique d'été du Chili en Antarctique, située  sur la côte nord de l'île Robert, dans le Détroit de Nelson (Îles Shetland du Sud.

## Histoire
Le Refuge Naval Coppermine a été inauguré le 20 mars 1949 par la marine chilienne. En vertu de la loi n)19087, promulguée le 24 septembre 1991, le refuge a été rebaptisé Base Luis Risopatrón bien que, en raison de ses caractéristiques, il soit connu sous le nom de Refugio Luis Risopatrón.
Il convient de ne pas la confondre avec la 'base scientifique antarctique Luis Risopatrón, qui a été inaugurée le 3 mars 1957, à 60 m de la Base General Bernardo O'Higgins, dotée des fonds civils de l’Université pontificale catholique du Chili, pour participer aux activités de l’Année géophysique internationale. Elle a été détruite par un incendie le 10 mars 1958.

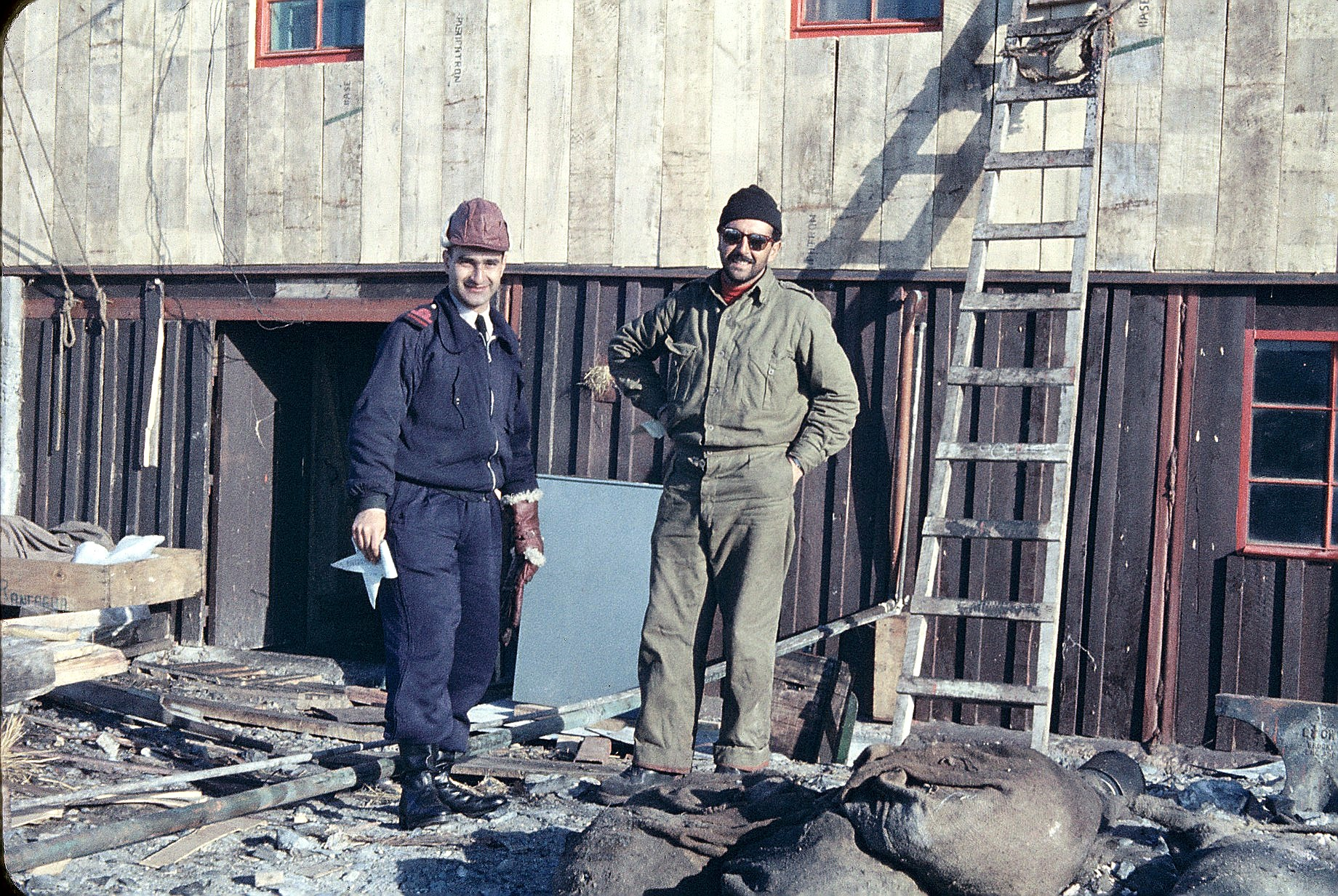
Base en 1958

## Caractéristiques
La base est située à 40 m au dessus du niveau de la mer, sur une surface rocheuse solide, à 150 m de la côte et à 20 km de la base la plus proche, la Base navale Capitán Arturo Prat.
L'installation comprend 5 modules. Elle méné des activités scientifiques dans les domaines de la géologie et de la géophysique (depuis 1980) et de la biologie terrestre (depuis 1975) et peut accueillir 12 personnes.